# Stellmoor (archäologischer Fundplatz)
Koordinaten: 53° 38′ 34,9″ N, 10° 12′ 21,9″ O

Ahrensburger Wappen (1976) mit direktem Bezug zum Fund des Kultobjekts

Stellmoor ist eine archäologische Fundstätte des Spätpaläolithikums auf damals Meiendorfer Gebiet (heute zu Ahrensburg) bei Hamburg.
Der Archäologe Alfred Rust führte dort in einem verlandeten spätglazialen Tümpel in den Jahren 1934 bis 1936 Ausgrabungen durch. Es fanden sich zwei Kulturschichten.
In 6,50 m Tiefe entdeckte man Spuren der jungpaläolithischen Hamburger Kultur (ca. 13.000–12.000 v. Chr.): Steingeräte, Tierknochen (vor allem vom Ren) und Rentier-Geweihe sowie zwei mit Steinen beschwerte Rentiere, die A. Rust als Opfergaben gedeutet hat.
In einer Tiefe von vier Metern ergab sich ein reicher Fund mit Spuren der spätpaläolithischen Ahrensburger Kultur (10.700–9.600 v. Chr.). Neben Stein-, Knochen- und Geweihartefakten sowie Holzpfeilen fand man die Überreste von 650 Rentieren. Zwölf Rentiere waren geopfert worden. Außerdem fand sich ein Kultobjekt, welches aus einem auf einen Holzpfahl gesteckten Rentierschädel bestand.

## Ahrensburger Wappen
Das 1976 genehmigte Wappen von Ahrensburg nimmt in der unteren Wappenhälfte direkt Bezug auf den Holzpfahl mit Rentierschädel.